# Slavgorod
Slavgorod (rusky Славгород) je město v Altajském kraji v Ruské federaci. Při sčítání lidu v roce 2010 měl přes dvaatřicet tisíc obyvatel.

## Poloha
Slavgorod leží v jižní části západní Sibiře na západě Kulundské stepi. Od Barnaulu, správního střediska kraje, je vzdálen přibližně 400 kilometrů na západ.
Jen zhruba dvacet kilometrů západně od Slavgorodu vede kazachstánsko-ruská hranice. Přibližně osm kilometrů jihozápadně od Slavgorodu leží město Jarovoje.

## Dějiny
Slavgorod byl založen jako zemědělské sídlo v roce 1910. V roce 1914 byla do města přivedena železniční trať z Tatarsku (kde navazovala na Transsibiřskou magistrálu), což výrazně urychlilo rozvoj Slavgorodu a ten byl už v roce 1917 povýšen na město. V roce 1924 byla trať prodloužena do Kulundy.

### Rodáci
- Valerij Kuzmič Nepomnjaščij (* 1943), fotbalista a fotbalový trenér
- Olga Petrovna Bondarenková (* 1960), atletka
- Vjačeslav Konstantinovič Trjasunov (* 1995), hokejista